# 大魚河
大魚河（Great Fish River） 是一條流經南非東開普省的河流，長644（400英里）。為了與納米比亞的魚河相區別而稱“大魚河”。它原名因凡特河，得名自1480年代來此地探險的若昂·因凡特。
19世紀時它是開普殖民地的界河，在科薩戰爭時是科薩人和荷蘭及英格蘭殖民者爭奪的前線要衝。

## 外部連結
- Fish to Sundays: Internal Strategic Perspective （页面存档备份，存于）